# Легау
Легау (њем. Legau) град је у њемачкој савезној држави Баварска. Једно је од 52 општинска средишта округа Унтералгој. Према процјени из 2010. у граду је живјело 3.110 становника. Посједује регионалну шифру (AGS) 9778165.

## Географски и демографски подаци
Легау се налази у савезној држави Баварска у округу Унтералгој. Град се налази на надморској висини од 667 метара. Површина општине износи 36,4 km². У самом граду је, према процјени из 2010. године, живјело 3.110 становника. Просјечна густина становништва износи 86 становника/km².